# Dick Marx
Richard H. „Dick“ Marx (* 12. April 1924 in Chicago; † 12. August 1997 in Highland Park, Illinois) war ein US-amerikanischer Jazzpianist, Arrangeur und Komponist für Film und Fernsehen.

## Leben
Dick Marx spielte bereits als Kind Klavier und begann seine Profikarriere in den Nachtclubs von Chicago. In den 1950er-Jahren begleitete er Helen Merrill und legte eine Reihe von Alben unter eigenem Namen vor. 1957 entstand mit Musikern wie Irving Ashby, Howard Roberts, Carson Smith, Red Mitchell, Frank Capp und Buddy Collette als Flötist das Album  Marx Makes Broadway. Von den 1960er-Jahren an arbeitete er vorwiegend für die Werbebranche und schrieb in den USA populäre Werbejingles für Marken wie The Wrigley Company, Kellogg’s oder Nestlé. 1968 schrieb er einen Kampfsong für die Eishockeymannschaft Chicago Blackhawks, „Here Come the Hawks“, der noch heute verwendet wird. 1975 komponierte Marx die Erkennungsmelodie für die Nachrichten des Chicagoer Fernsehsenders WBBM-TV, die auf dem alten Folksong „I Love Chicago, Chicago My Home“ basiert. Die Melodie war in den späten 1970er- und frühen 1980er-Jahren sehr populär und wurde später von Stationen im Besitz der CBS Radio übernommen.
1986 zog Dick Marx nach Los Angeles, wo er Filmmusiken wie Eine Klasse für sich (1992), Edwards and Hunt und Musik für Fernsehserien wie Fudge schrieb. Außerdem war er als Arrangeur für Künstler wie Joe Cocker, Yoshiki und seinen Sohn Richard Marx tätig. Er verunglückte 1997 bei einem Verkehrsunfall in Las Vegas und starb kurz danach in Highland Park (Illinois).

## Diskographische Hinweise
- Too Much Piano (Brunswick, 1955)
- Dick Marx Piano (Coral, 1957)
- Marx Makes Broadway (VSOP, 1957)
- Delicate Savagery (Coral, 1958)